# Cabana de Bergantinhos

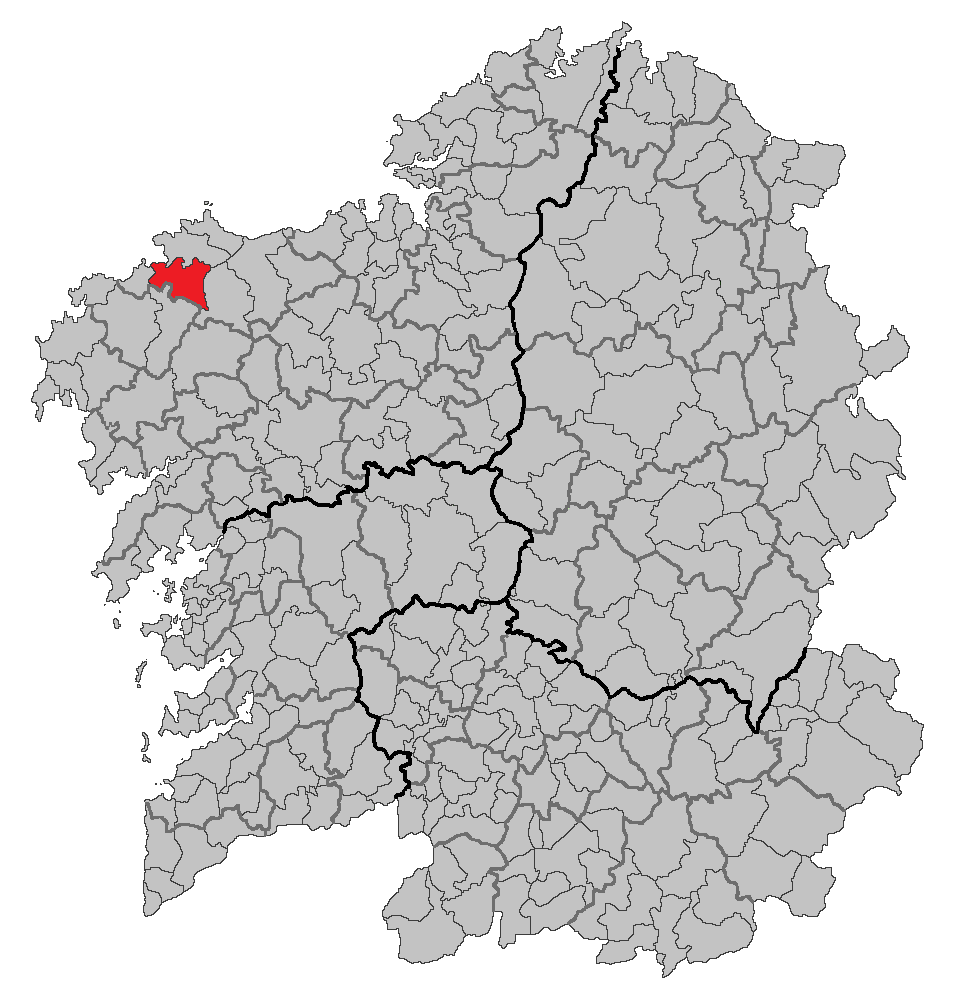
Localização de Cabana de Bergantiños

Cabana de Bergantinhos (em normativa RAG e oficialmente, Cabana de Bergantiños) é um município da Espanha na província
da Corunha,
comunidade autónoma da Galiza, de área 99,8 km² com população de 5091 habitantes (2007) e densidade populacional de 51,01 hab./km².

## Demografia
| Variação demográfica do município entre 1991 e 2004 | Variação demográfica do município entre 1991 e 2004 | Variação demográfica do município entre 1991 e 2004 | Variação demográfica do município entre 1991 e 2004 |
| --------------------------------------------------- | --------------------------------------------------- | --------------------------------------------------- | --------------------------------------------------- |
| 1991                                                | 1996                                                | 2001                                                | 2004                                                |
| 6291                                                | 6009                                                | 5563                                                | 5354                                                |

## Patrimônio arqueológico
- Dólmen de Dombate
- Castro de Borneiro

## Patrimônio edificado
- Torre da Penela